# Luka Cucin
Luka Cucin (in serbo Лука Цуцин?; Belgrado, 24 novembre 1998) è un calciatore serbo, difensore del Jedinstvo Surčin.

## Caratteristiche tecniche
È un terzino destro.

## Carriera
Cresciuto nel settore giovanile del Partizan, ha esordito in prima squadra il 25 febbraio 2018 in occasione dell'incontro di Superliga pareggiato 1-1 contro lo Zemun.

## Palmarès

### Club

#### Competizioni nazionali
- Coppa di Serbia: 1

Partizan: 2018-2019